# ماتيوس غاليانو كوهن
ماتيوس غاليانو كوهن (بالعبرية: גל כהן‏) (14 أغسطس 1982 في إسرائيل - ) هو لاعب كرة قدم إسرائيلي في مركز الدفاع. لعب مع نادي بني يهودا تل أبيب وهبوعيل حيفا وهبوعيل بتاح تكفا ‏ ونادي هبوعيل نوف هجليل.

## وصلات خارجية
- ماتيوس غاليانو كوهن على موقع قاعدة بيانات كرة القدم.إي يو (الإنجليزية)